# Centropogon warscewiczii
Centropogon warscewiczii är en klockväxtart som beskrevs av Van Houtte och Eduard August von Regel. Centropogon warscewiczii ingår i släktet Centropogon och familjen klockväxter. Inga underarter finns listade i Catalogue of Life.